# Svetozar Ivačković
Svetozar Ivačković (en serbe cyrillique : Светозар Ивачковић ; né le 10 décembre 1844 à Deliblato - mort le 30 janvier 1924 à Belgrade) était un architecte serbe.

## Biographie

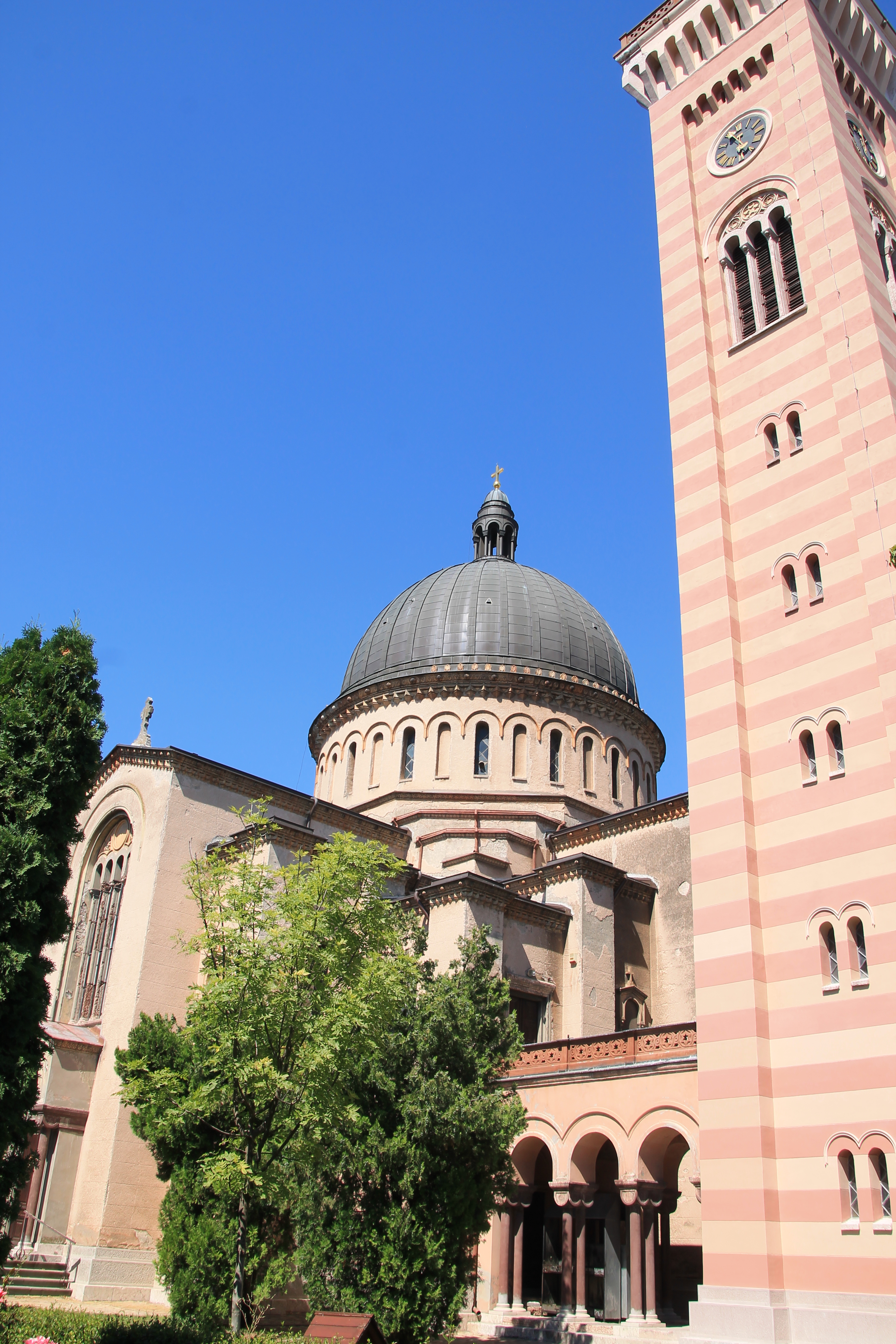
L'église de la Transfiguration de Pančevo

Svetozar Ivačković a effectué ses études secondaires au lycée de Pančevo puis il fréquenta la Haute école technique et l'Académie des beaux-arts de Vienne. À partir de 1881, il travailla au ministère de la Construction à Belgrade. En 1878, il fut élu membre associé de l'Académie royale de Serbie puis, en 1892, membre de plein droit.
Svetozar Ivačković a réalisé de nombreuses églises dans un style néo-byzantin, comme l'église Saint-Nicolas de Belgrade (1893), dans le Nouveau cimetière. Parmi ses œuvres les plus importantes figurent l'église de la Transfiguration à Pančevo (1877), inscrite sur la liste des monuments culturels d'importance exceptionnelle de la république de Serbie, et le bâtiment du ministère de la Justice, sur la Place de Terazije à Belgrade (1883), qui constitue l'un des plus beaux palais néo-Renaissance de la capitale serbe. Svetozar Ivačković a également construit de nombreux immeubles résidentiels.

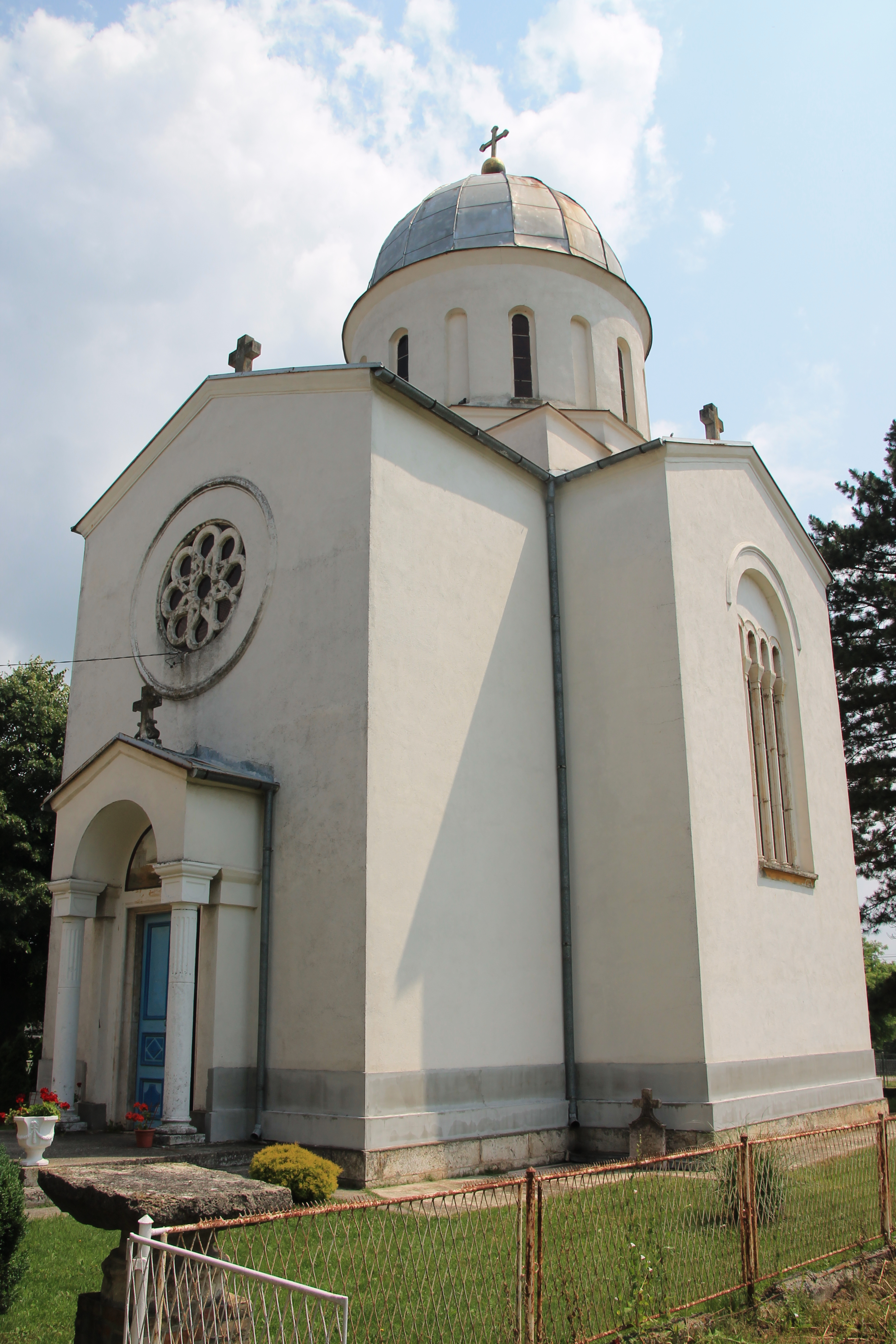
L'église Saint-Dimitri de Leskovac, 1892.
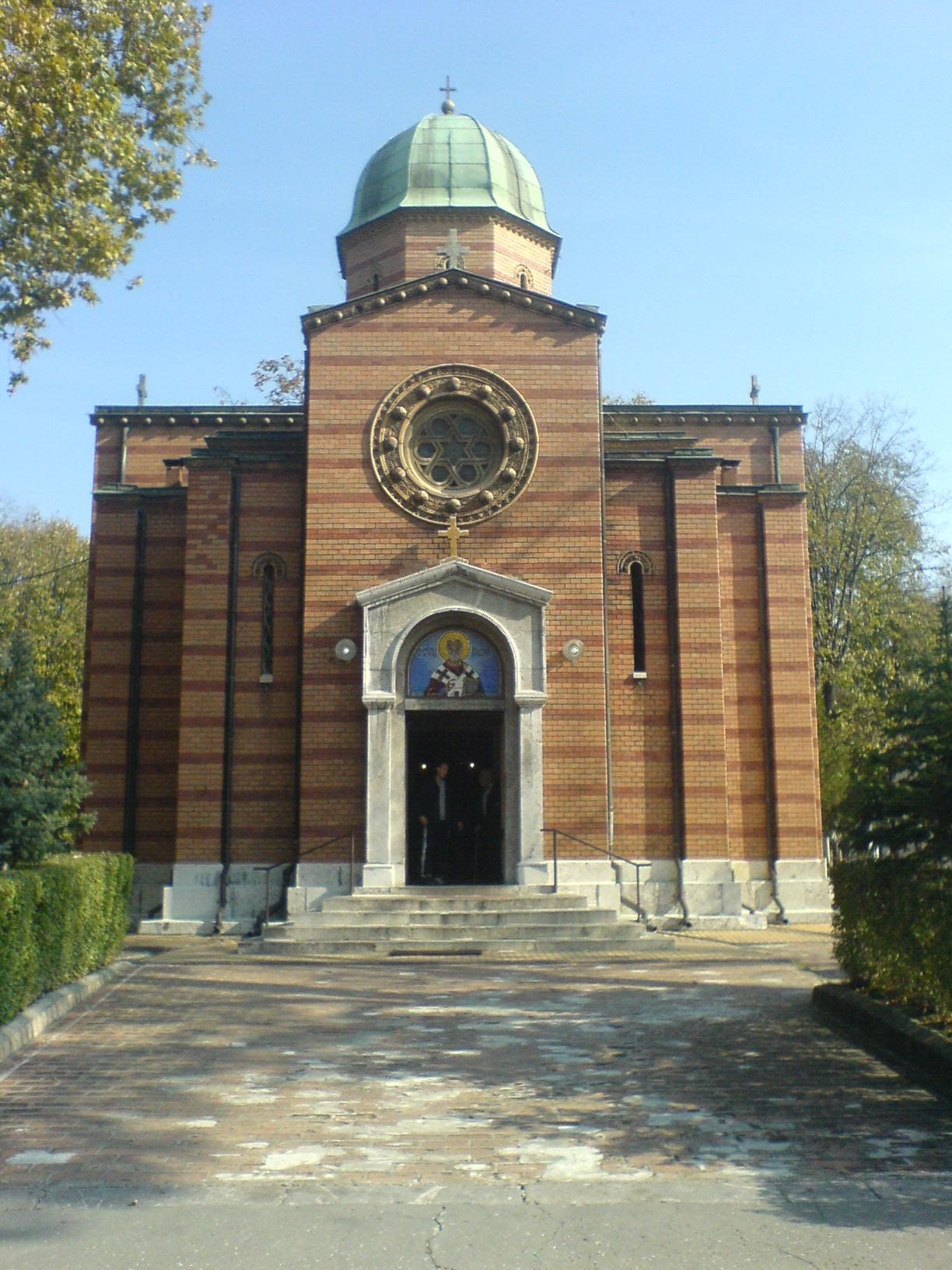
L'église Saint-Nicolas dans le nouveau cimetière de Belgrade, 1893.